# Sezona Velikih nagrad 1948
Sezona Velikih nagrad 1948, dirke niso bile povezane v prvenstvo. 

## Velike nagrade

### Grandes Épreuves
| Velika nagrada                  | Dirkališče     | Datum        | Zmag. dirkač        | Zmag. moštvo | Poročilo |
| ------------------------------- | -------------- | ------------ | ------------------- | ------------ | -------- |
| Velika nagrada Monaka           | Monaco         | 16. maj      | Nino Farina         | Maserati     | Poročilo |
| Velika nagrada Švice            | Bremgarten     | 4. julij     | Carlo Felice Trossi | Alfa Romeo   | Poročilo |
| Velika nagrada Francije         | Reims          | 18. julij    | Jean-Pierre Wimille | Alfa Romeo   | Poročilo |
| Velika nagrada Italije          | Valentino Park | 5. september | Jean-Pierre Wimille | Alfa Romeo   | Poročilo |
| Velika nagrada Velike Britanije | Silverstone    | 2. oktober   | Luigi Villoresi     | Maserati     | Poročilo |

### Ostale Velike nagrade
| Velika nagrada                       | Dirkališče           | Datum       | Zmag. dirkač          | Zmag. moštvo  | Poročilo |
| ------------------------------------ | -------------------- | ----------- | --------------------- | ------------- | -------- |
| Velika nagrada Generala Juana Peróna | Retiro               | 17. januar  | Luigi Villoresi       | Maserati      | Poročilo |
| Velika nagrada Generala San Martína  | El Torreón           | 25. januar  | Nino Farina           | Maserati      | Poročilo |
| Copa Acción de San Lorenzo           | Parque Independencia | 1. februar  | Jean-Pierre Wimille   | Simca-Gordini | Poročilo |
| Velika nagrada Eve Duarte Perón      | Retiro               | 14. februar | Luigi Villoresi       | Maserati      | Poročilo |
| Velika nagrada Interlagosa           | Interlagos           | 21. marec   | Chico Landi           | Alfa Romeo    | Poročilo |
| Grand Prix de Pau                    | Pau                  | 29. marec   | Nello Pagani          | Maserati      | Poročilo |
| Velika nagrada Ria de Janeira        | Gávea                | 25. april   | Chico Landi           | Alfa Romeo    | Poročilo |
| Jersey Road Race                     | Saint Helier         | 29. april   | Bob Gerard            | ERA           | Poročilo |
| Nations Grand Prix                   | Ženeva               | 2. maj      | Nino Farina           | Maserati      | Poročilo |
| British Empire Trophy                | Douglas              | 25. maj     | Geoffrey Ansell       | ERA           | Poročilo |
| Velika nagrada Pariza                | Montlhéry            | 30. maj     | Yves Giraud-Cabantous | Talbot-Lago   | Poročilo |
| Velika nagrada Sanrema               | Sanremo              | 27. junij   | Alberto Ascari        | Maserati      | Poročilo |
| Velika nagrada Zandvoorta            | Zandvoort            | 7. avgust   | Princ Bira            | Talbot-Lago   | Poročilo |
| Grand Prix du Comminges              | Saint-Gaudens        | 8. avgust   | Luigi Villoresi       | Maserati      | Poročilo |
| Velika nagrada Albija                | Albi                 | 29. avgust  | Luigi Villoresi       | Maserati      | Poročilo |
| Velika nagrada Salona                | Montlhéry            | 10. oktober | Louis Rosier          | Talbot-Lago   | Poročilo |
| Velika nagrada Monze                 | Monza                | 17. oktober | Jean-Pierre Wimille   | Alfa Romeo    | Poročilo |
| Velika nagrada Garde                 | Salò                 | 24. oktober | Luigi Villoresi       | Ferrari       | Poročilo |
| Velika nagrada Penya Rhina           | Pedralbes            | 31. oktober | Nino Farina           | Maserati      | Poročilo |

## Statistika Zmag

### Dirkači (Vsaj dve zmagi)
| Dirkač              | Zmage |
| ------------------- | ----- |
| Luigi Villoresi     | 4     |
| Jean-Pierre Wimille | 3     |
| Nino Farina         | 3     |

### Moštva
| Moštvo     | Zmage |
| ---------- | ----- |
| Maserati   | 8     |
| Alfa Romeo | 5     |
| Talbot     | 3     |
| ERA        | 2     |
| Ferrari    | 1     |